# ساندهايمر
أنولين[18] هو أحد الأنولينات وله الصيغة الكيميائية C18H36، كما أنه أحد الهيدروكربونات التي تتبع قاعدة هوكل وبالتالى فإنه أحد المركبات الأروماتية. وقد تم تصنيعه لأول مرة عن طريق جمع ثلاث وحدات من المركب داي-ألكاين 5,1-هيكسا دايين بواسطة خلات النحاس في البيريدين، ثم عملية نزع بروتون وتزامر بواسطة تير-بيوتانول البوتاسيوم ثم تكثيفه بالاختزال العضوي للهيدروجين بواسطة حفاز ليندلار.

## وصلات خارجية
- 17,15,13,11,9,7,5,3,1- سيكلو أوكتا ديكا نوناين كيه. شتوكل إف. سوندهايمر Article